# Isoctenus
Isoctenus is een geslacht van spinnen uit de  familie van de Ctenidae (kamspinnen).

## Soorten
- Isoctenus areia Polotow & Brescovit, 2009
- Isoctenus charada Polotow & Brescovit, 2009
- Isoctenus corymbus Polotow, Brescovit & Pellegatti-Franco, 2005
- Isoctenus coxalis (F. O. P.-Cambridge, 1902)
- Isoctenus eupalaestrus Mello-Leitão, 1936
- Isoctenus foliifer Bertkau, 1880
- Isoctenus griseolus (Mello-Leitão, 1936)
- Isoctenus herteli (Mello-Leitão, 1947)
- Isoctenus janeirus (Walckenaer, 1837)
- Isoctenus malabaris Polotow, Brescovit & Ott, 2007
- Isoctenus minusculus (Keyserling, 1891)
- Isoctenus ordinario Polotow & Brescovit, 2009
- Isoctenus segredo Polotow & Brescovit, 2009
- Isoctenus strandi Mello-Leitão, 1936
- Isoctenus taperae (Mello-Leitão, 1936)